# 英格蘭及威爾斯高等法院
英格蘭及威爾斯高等法院（英語：High Court of England and Wales，縮寫為），又名高等司法院（High Court of Justice），簡稱高等法院（High Court）或高院，又因位於倫敦，常被稱為倫敦高等法院（或），簡稱倫敦高院，與皇室法院和上訴法院合稱英格蘭及威爾斯高級法院。高等法院位於倫敦中心河岸街上的皇家司法院內，在英格蘭及威爾斯各地均設有地方登記處。高等法院負責審理所有具重要性和具法律價值的原訟案件，其權力凌駕於所有下級法院和絕大部份審裁處，高等法院由英格蘭及威爾斯首席法官擔任首長。
高等法院分別由皇座法庭、大法官法庭和家事法庭組成。